# Pablo Honey
Pablo Honey är det första albumet av den brittiska alternativ rock-gruppen Radiohead, utgivet under första halvan av 1993. Albumet producerades av Sean Slade och Paul Q. Kolderie och spelades in i Chipping Norton Studio och Countryard Studio, Oxfordshire, från september till november år 1992. Albumet innehåller tre singlar: "Anyone Can Play Guitar", "Stop Whispering", och deras mest kända radiohit, "Creep". Pablo Honey placerade sig som bäst på tjugoandra plats på Storbritanniens albumtopplista och sålde där platina, liksom i andra länder. Albumtiteln är tagen från en busringningssketch av Jerky Boys, där busringaren säger "Pablo, honey? Please come to Florida!" till sitt offer.  Detta är samplat av bandet i låten "How do you?". 
Efter Pablo Honey gavs ut lämnade Radiohead sin introspektiva, grunge-influerade musikstil och självdistanserade låttexter och fokuserade istället på mer expansiva, experimentella kompositioner. Albumet överskuggades av bandets senare verk, men fick ändå positiva recensioner och har på senare tid hyllats av kritiker.

## Låtlista
All musik skriven av Radiohead; texter av Thom Yorke.
1. "You" (3:29)
2. "Creep" (3:56)
3. "How Do You?" (2:12)
4. "Stop Whispering" (5:26)
5. "Thinking About You" (2:41)
6. "Anyone Can Play Guitar" (3:38)
7. "Ripcord" (3:10)
8. "Vegetable" (3:13)
9. "Prove Yourself" (2:25)
10. "I Can't" (4:13)
11. "Lurgee" (3:08)
12. "Blow Out" (4:40)

## Medverkande
- Thom Yorke – sång, gitarr
- Jonny Greenwood – lead guitar, piano, orgel
- Ed O'Brien – gitarr, bakgrundssång
- Colin Greenwood – elbas
- Phil Selway – trummor